# Flor en Toosje
Flor en Toosje is een stripreeks die begonnen is in 1985 met Michel Regnier als schrijver en tekenaar. Het enige album werd uitgegeven bij Le Lombard.

## Albums
1. Flor en Toosje